# Janusz Pudykiewicz

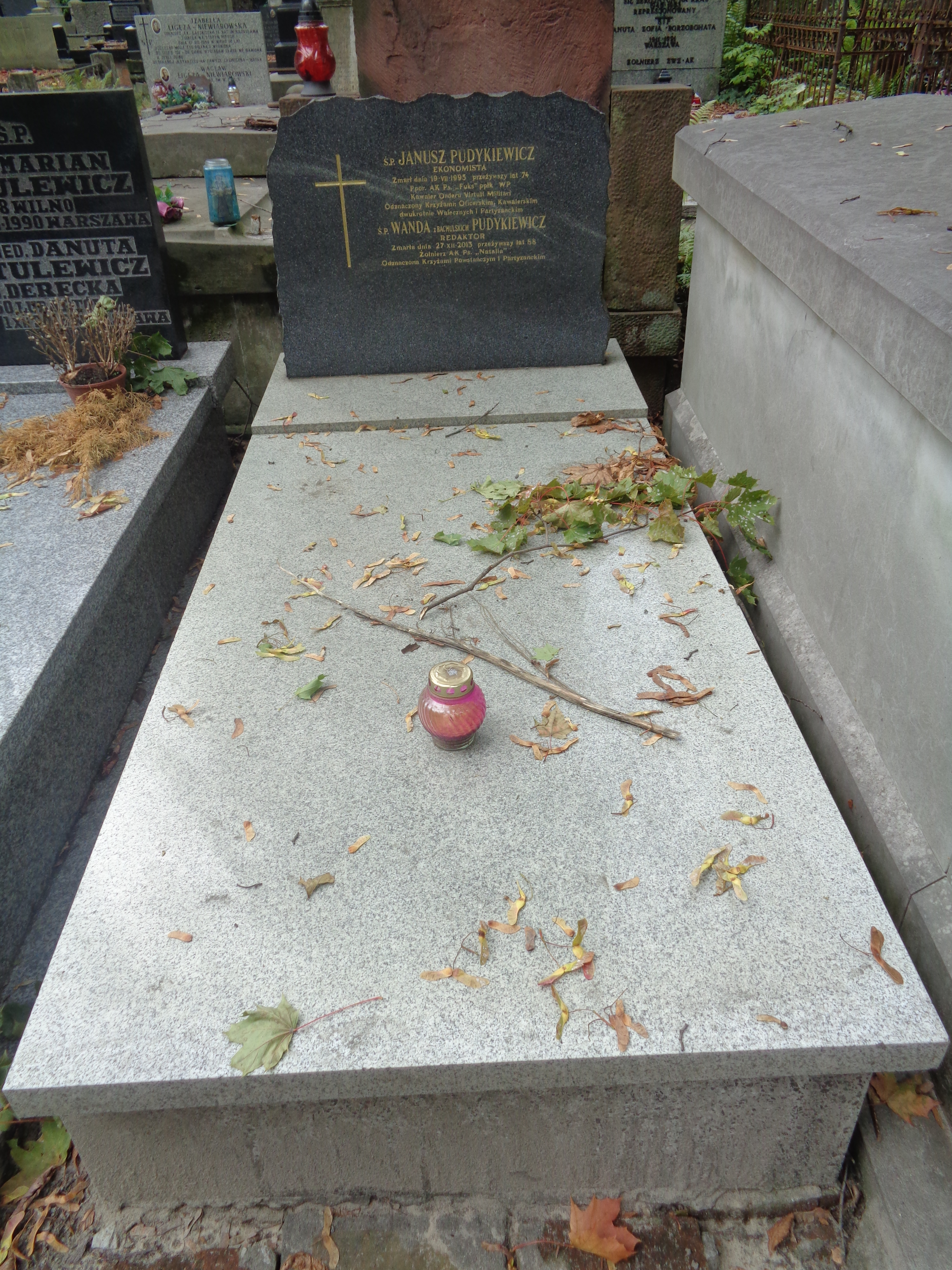
Grób Janusza Pudykiewicza na cmentarzu Powązkowskim

Janusz Pudykiewicz, ps. Fuks (ur. 18 października 1920, zm. 19 lipca 1995) – podporucznik Armii Krajowej, podpułkownik Wojska Polskiego.

## Życiorys
Podczas wojny służył w Kedywie – Komendzie Głównej Armii Krajowej, Brygady Dywersyjnej "Broda 53", kompania "Topolnicki". Walczył na Woli i Starym Mieście. Z Czerniakowa przepłynął Wisłę. Wstąpił do 1. Armii Wojska Polskiego. Od 1 grudnia 1944 był dowódcą III plutonu 1. kompanii I batalionu 3. pułku piechoty.
Został ranny 1 lutego 1945 w nogę podczas walk na Wale Pomorskim. Spod ognia wyciągnął go kolega z Powstania, Konstanty Kostka.
Po wojnie został ekonomistą. Pracował jako dyrektor Domu Słowa Polskiego na ulicy Miedzianej. Pochowany na cmentarzu Powązkowskim (kwatera 34-3-11).

## Odznaczenia
- Order Virtuti Militari
- Krzyż Oficerski Orderu Odrodzenia Polski
- Krzyż Kawalerski Orderu Odrodzenia Polski
- Krzyż Walecznych (dwukrotnie)
- Krzyż Partyzancki.